# Археологічна спадщина
Археологічна спадщина — сукупність археологічних об'єктів, що перебувають під охороною держави, та пов'язані з ними території, а також рухомі культурні цінності (археологічні предмети), що походять з об'єктів археологічної спадщини.
Археологічна спадщина є головним елементом пізнання історії людства.
Складовими частинами археологічної спадщини є всі матеріальні залишки та об'єкти, а також будь-які інші сліди існування людства у минулих епохах, збереження і вивчення яких допомагає з'ясувати розвиток історії людства та його зв'язок з природним середовищем.
Археологічний об'єкт — місце, споруда (витвір), комплекс (ансамбль), їх частини, пов'язані з ними території чи водні об'єкти, створені людиною, незалежно від стану збереженості, що донесли до нашого часу цінності з археологічного, антропологічного та етнографічного погляду і повністю або частково зберегли свою автентичність.
Головним джерелом отримання інформації стосовно об'єктів археологічної спадщини є розкопки або знахідки й інші методи дослідження історії людства та середовища, що його оточує.
Державний облік археологічної спадщини в Україні включає її виявлення, фіксацію, визначення наукової та культурної цінності, картографування і паспортизацію, складання списку і зводу археологічних пам'яток, облік та інвентаризацію археологічних колекцій незалежно від відомчої належності і форми власності.